# Miguel Antonio Caro
Miguel Antonio Caro (Bogotá, 10 de novembro de 1845 – Bogotá, 5 de agosto de 1909) foi um jornalista, poeta, advogado e político colombiano. Ocupou o cargo de presidente de seu país entre 8 de setembro de 1894 e 7 de agosto de 1898.